# Escapade
Az Escapade Janet Jackson amerikai pop- és R&B-énekesnő harmadik kislemeze negyedik, Rhythm Nation 1814 című albumáról. Szövegét Jackson írta, Jimmy Jam és Terry Lewis szerezte a zenét, és ők voltak a dal producerei is.
A dalt a Martha & the Vandellas 1965-ben megjelent Nowhere to Run című dala ihlette. Jackson eredetileg fel akarta dolgozni a dalt, Jimmy Jam javaslatára döntött úgy, hogy inkább új, hasonló hangulatú dalt vesz fel. A dalt Jackson, Jimmy Jam és Terry Lewis írta.

## Fogadtatása
A dal három hétig vezette a Billboard Hot 100 slágerlistát 1990 márciusában, ez a dal lett Jackson harmadik listavezető száma a Hot 100-on a When I Think of You és a Miss You Much után. Három hétig állt az első helyen, 1990. március 3-ától. Listavezető lett a Hot R&B/Hip-Hop Songs és a Hot Dance Club Play listán is. A RIAA-tól aranylemez minősítést kapott. Jackson minden turnéján előadta a dalt. 1990-ben a Japan Airlines reklámjában is hallható volt.

## Videóklip és remixek
A klipet Peter Smillie rendezte, egy Mardi Gras-szerű karneválon játszódik.

### Hivatalos remixek, változatok listája
- Album version (4:44)
- Hippiapolis Dub (4:25)
- Hippiapolis Mix (4:28)
- Housecapade 7" (4:26)
- Housecapade Dub (5:42)
- Housecapade Mix (7:53)
- I Can’t Take No More Dub (4:57)
- Instrumental (4:09)
- One Nation Under a Rhythm Mix (7:00)
- Shep’s Good Time Mix (7:31)
- Shep’s Good Time Mix (7:15; a német CD kislemezen szerepel – az 5:47–6:01 közti rész kihagyva)
- The Get Away 7" (4:42)
- The Get Away Dub (5:16)
- The Good Time 7" (4:42)
- We’ve Got It Made 7" (4:21)

## Változatok[3]
| 7" kislemez (USA, Németország, Japán) Kazetta (USA) Mini CD (Japán) 1. Escapade 2. Escapade (Instrumental) 7" kislemez (Egyesült Királyság, Ausztrália) Kazetta (Egyesült Királyság) 1. Escapade (We’ve Got It Made 7") 2. Escapade (Housecapade 7") 12" maxi kislemez (USA, NSZK, Egyesült Királyság, Japán) 1. Escapade (Shep’s Good Time Mix) 2. Escapade (The Get Away Dub) 3. Escapade (Album version) 4. Escapade (Shep’s Housecapade Mix) 5. Escapade (Housecapade Dub) 6. Escapade (I Can’t Take No More Dub) 12" maxi kislemez (NSZK, Egyesült Királyság) 1. Escapade (Hippiapolis Mix) 2. Escapade (Hippiapolis in Dub) 3. Escapade (One Nation Under a Rhythm Mix) CD maxi kislemez (NSZK) 1. Escapade (LP Version) 2. Escapade (Shep’s Good Time Mix) 3. Escapade (Shep’s Housecapade Mix) | CD maxi kislemez (NSZK, Egyesült Királyság) 1. Escapade (Hippiapolis Mix) 2. Escapade (Hippiapolis In Dub) 3. Escapade (One Nation Under a Rhythm Mix) CD maxi kislemez (Egyesült Királyság) 1. Escapade (We’ve Got It Made 7") 2. Escapade (Shep’s Housecapade Mix) 3. Escapade (Housecapade Dub) CD maxi kislemez (Japán) 1. Escapade (The Get Away 7") 2. Escapade (We’ve Got It Made 7") 3. Escapade (The Good Time 7") 4. Escapade (Housecapade 7") 5. Escapade (Shep’s Good Time Mix) 6. Escapade (Shep’s Housecapade Mix) 7. Escapade (The Get Away Dub) 8. Escapade (Housecapade Dub) 9. Escapade (I Can’t Take No More Dub) 10. Escapade (Album version) |

## Helyezések
| Slágerlista (1990)                          | Legmagasabb helyezés |
| ------------------------------------------- | -------------------- |
| Ausztrál kislemezlista                      | 25                   |
| Belga Ultratop 50 kislemezlista (Flandria)  | 11                   |
| Brit kislemezlista                          | 17                   |
| Francia kislemezlista                       | 23                   |
| Holland Top 40                              | 13                   |
| Ír kislemezlista                            | 13                   |
| Kanadai kislemezlista                       | 3                    |
| Német kislemezlista                         | 17                   |
| USA Billboard Hot 100                       | 1                    |
| USA Billboard Hot R&B/Hip-Hop Songs         | 1                    |
| USA Billboard Hot Dance Club Songs          | 1                    |
| USA Billboard Hot Adult Contemporary Tracks | 16                   |
| Új-zélandi kislemezlista                    | 15                   |

| Év végi slágerlista (1990) | Helyezés |
| -------------------------- | -------- |
| USA Billboard Hot 100      | 15       |